# 14.º Regimiento de Artillería de la Luftwaffe
El 14.º Regimiento de Artillería de la Luftwaffe (14. Luftwaffen-Artillerie-Regiment) fue una unidad de la Luftwaffe durante la Segunda Guerra Mundial. 

## Historia
Fue formado en noviembre de 1942. El 1 de noviembre de 1943 pasó bajo el control total del Ejército, y renombrado como el 14º Regimiento de Artillería (L), excepto del IV Batallón que se convierte en el III Batallón/15º Regimiento Antiaéreo.

## Comandantes
- Coronel Herbert Müller - (1943 - 1 de noviembre de 1943)

## Orden de Batalla
Organización:
- I Batallón 1-4
- II Batallón 5-8
- III Batallón 9-11
- IV Batallón 12-15; 1.-4 Columna Ligera de Transporte

## Servicios
Bajo la 14º División de Campo de la Fuerza Aérea.